# PictBridge
PictBridge는 CIPA(카메라 및 이미징 제품 협회)에서 2003년에 직접 인쇄를 위해 도입한 역사적인 컴퓨팅 산업 표준이다. 카메라를 컴퓨터에 연결할 필요 없이 디지털 카메라에서 프린터로 이미지를 직접 인쇄할 수 있다. 정식 명칭은 "카메라 및 이미징 제품 협회 CIPA DC-001 — 2003 이미징 장치용 디지털 솔루션 표준"이다. CIPA DC-001-2003 Rev. 2.0은 2007년에 출판되었다.

## 구현
PictBridge는 일반적으로 USB 포트와 USB 프로토콜을 사용하여 구현된다. PictBridge 지원 프린터에는 일반적으로 PictBridge 지원 디지털 카메라(일반적으로 Mini-B)의 USB 포트에 케이블로 연결되는 USB 유형 A 포트가 있다. 사용자는 인쇄할 카메라의 이미지를 선택한다.

## 같이 보기
- 사진 전송 프로토콜
- 디지털 사진 인쇄 포맷